# Sicherheitsverhalten
Unter Sicherheitsverhalten (englisch safety seeking behaviour) versteht man in der Verhaltenstherapie diejenigen Verhaltensweisen, die zur Aufrechterhaltung von Befürchtungen beitragen, ohne dass diese Befürchtungen eintreten. Der Begriff stammt von Paul Salkovskis (1991), der ursprünglich drei Kategorien unterschied:
- Situative Vermeidung: Die Betroffenen vermeiden Situationen, in denen sie eine negative Konsequenz befürchten.
- Flucht: Verlassen der Situation, sobald Angst auftritt.
- Subtile Vermeidung: Verhaltensweisen, die eine befürchtete Katastrophe abwenden sollen.

Einige Autoren unterscheiden jedoch Vermeidungsverhalten von Sicherheitsverhalten. Sicherheitsverhalten soll gefürchtete Konsequenzen abwenden oder verringern und damit die Bedrohlichkeit einer Situation reduzieren, wenn man bereits in der Situation ist, die man normalerweise vermeidet. Die ursprüngliche Bedeutung hat sich insoweit verändert, dass inzwischen unter Sicherheitsverhalten zwei Dinge verstanden werden:
- Vorbereitung auf schwierige Situationen, um zu verhindern, dass Angst auftritt
- Strategien, um die Wahrscheinlichkeit von befürchteten Konsequenzen zu verringern.

## Bedeutung für Störungsmodelle
Normalerweise würden Ängste habituieren, wenn der Betreffende sich der angstauslösenden Situation aussetzt. Sicherheitsverhalten wird dafür verantwortlich gemacht, dass Befürchtungen aufrechterhalten werden, trotz der Erfahrung, dass befürchtete Konsequenzen nicht eintreten.

### Soziale Phobie
Clark und Wells (1995) gehen in ihrem kognitiven Modell davon aus, dass unter anderem Sicherheitsverhalten für die Aufrechterhaltung der sozialen Phobie verantwortlich ist, da soziale Situationen aber nicht durchgängig vermieden werden können. Außerdem fallen Personen mit Sicherheitsverhalten mehr auf, als ohne Sicherheitsverhalten, so dass das Verhalten oft kontraproduktiv ist, wie beispielsweise bei Patienten mit sozialer Phobie, die versuchen Blickkontakt zu vermeiden und auf den Boden blicken. Manchmal führt Sicherheitsverhalten auch dazu, dass die befürchtete Reaktion eher eintritt. Das Andrücken der Arme, damit man das Schwitzen nicht sieht, führt beispielsweise zu mehr Schwitzen.

## Beispiele
Panikstörung: Sich hinsetzen bei der Befürchtung umzufallen.
Phobische Störung: Einnahme von beruhigenden Medikamenten
Soziale Phobie: Wortwahl und Klang kontrollieren, um weniger lächerlich zu wirken. Exzessive Vorbereitung und verstecken von Angstsymptomen (Verhaltenskontrolle).
Zwangsstörung: Bei Zwangsstörungen ist als Sicherheitsverhalten das Unterdrücken von Gedanken, Tragen von Amuletten oder Schutzhandschuhen zu werten.